# Julien Davion
Julien Davion (né en 1615 à Auxerre et mort en 1661 à Paris) est un philosophe et théologien français.

## Biographie
Philosophe, Davion étudie la théologie à Paris sous les auspices d'Étienne Moreau, abbé de Saint-Josse, oncle de Michel Moreau, lieutenant-civil, où il prit le degré de bachelier. On le retrouve sous-chantre à Auxerre en 1644, sur la résignation de Denys Chappu, dont il avait été l'élève. Il est ensuite chefecier de l'église collégiale de Saint-Étienne-des-Grès à Paris. C'est à Paris qu'il décède en 1661.

## Œuvre
Davion a publié une Apologie pour Épicure (Paris, 1651) et un ouvrage sur la philosophie de Socrate (Paris, 1660)

## Liste des œuvres
- Apologie pour Épicure, Paris, Augustin Courbé, 1651.
- La Philosophie de Socrate, par M. Julien Davion, Paris, Pierre Bienfait, 1660 [lire en ligne]